# تصريف الفعل

جزء من تصريف الفعل الأسباني ، "to run"، lexeme هو " corr- ".
يرمز اللون الأحمر إلى المتحدث، بينما يمثل المرسل إليه أرجوانيًا (أو المتحدث / المستمع) وأزرق أزرق مخضر لشخص ثالث.
يمثل الفرد الواحد العدد المفرد والمثنى، والجمع.
يمثل Dawn الماضي (على وجه التحديد preterite)، ظهر الحاضر والليل المستقبل.

تصريف الافعال في علم اللغويات هو إنشاء أشكال مشتقة من الفعل من أجزائه الرئيسية عن طريق التصريف (تغيير شكل الفعل ليناسب قواعد النحو). على سبيل المثال، يمكن تصريف الفعل (كسر) لتشكيل كل من الكلمات الاتية كسر ، يكسر ، كُسر ، تكسّر.يعتبر التصريف في اللغة الإنجليزية بسيط نسبيًا، في حين يعتبر التصريف أكثر تعقيدا في اللغات الأخرى مثل الفرنسية والعربية، حيث يحتوي كل فعل فيها على عشرات من الصيغ المُصَرَّفة. بعض اللغات مثل الجورجية والباسكية لديها أنظمة تصريف معقدة للغاية مع مئات من التصريفات الممكنة لكل فعل.
الأفعال قد تعطي معلومات عن الفئات النحوية مثل الشخص، العدد، الجنس، الحالة، الزمن، الجانب، المصطلح Mood [الإنجليزية]، الصوت، الامتلاك، التحديد، الأدب، السببية، الإحاطة، الاستفهام، التعددية، التكافؤ، القطبية، التخاطب، الإرادة، المرية، الإثبات، الحركية والترابط  والتعددية والمعاملة بالمثل. قد تتأثر الأفعال أيضًا بالاتفاق (subject-verb agreement)، والاتفاق متعدد الأشخاص، والتأسيس، وفئة الاسم، ومصنفات الأسماء، ومصنفات الفعل. تميل اللغات التراصية والمتعددة التركيبية أكثر إلى التصاريف الأكثر تعقيدًا، وإن كانت بعض اللغات الاندماجية مثل Archi يمكن أن يكون لها أيضًا تصاريف أفعال معقدة للغاية. غالباً ما تكون الأجزاء الرئيسية هي الجذر و / أو عدة تعديلات عليه (مفردة متمكنة). تشكل جميع الأشكال المتعددة التابعة لنفس الفعل معجمًا، ويسمى الشكل المتكرر للفعل المستخدم في العادة الجذر الاساسي الذي يبنى عليه هو (lexeme)(كما يظهر في مدخلات القاموس) lemma .
ينطبق مصطلح تصريف الفعل فقط على تصاريف الأفعال، وليس على أجزاء أخرى من الكلام (يُعرف تصريف الأسماء والصفات ب أسرة صرفية. كما أنه في الغالب ما يقتصر على الإشارة إلى تكوين أشكال محدودة من الفعل - يمكن الإشارة إليها على أنها أشكال بينها صلة ، على عكس الأشكال غير المحدودة (non-finite forms)، مثل صيغة المصدر أو gerund ، اذ لا يتم تمييزها في معظم الفئات النحوية.
التصريف هو أيضًا الاسم التقليدي لمجموعة من الأفعال التي تشترك في نمط تصريف مشابه في لغة معينة (فئة الفعل). على سبيل المثال، يُقال أن الإنجليزية اللاتينية تحتوي على أربعة تصريفات من الأفعال. مما يُستنتج أنه يمكن تصريف أي فعل لاتيني منتظم إلى أي من الفئات النحوية وهي شخص، وعدد، زمن، mood، وصوت من خلال معرفة أي من مجموعات التصريف الأربعة ينتمي إليها، وأجزائها الرئيسية. يفترض أن الافعال التي لا تتبع جميع أشكال التصريف القياسية للغة هو فعل غير منتظم. يُسمى النظام الذي يحتوي على جميع المتغيرات المُصَرَّفة لفعل أو فئة معينة من الأفعال اسم نموذج الفعل ؛ يمكن تقديم هذا في شكل جدول تصريف .

## طرفا الفعل
طرفا الفعل هما تركيب نحوي صرفي يتم فيها الإشارة إلى خصائص الفاعل و / أو المفعول به بواسطة صيغة الفعل. ثم يقال أن الأفعال تتفق مع موضوعاتها (كائنات على التوالي).
تظهر العديد من الأفعال الإنجليزية اتفاقًا موضوعيًا من النوع التالي: بينما أذهب ، تذهب ، نذهب ، تذهب كلها نحوية في اللغة الإنجليزية القياسية، هي ليست كذلك (باستثناء الصيغة الشرطية، حيث «طلبوا منها ان تذهب معهم»). عوضا عن ذلك، يجب استخدام صيغة خاصة من الفعل " to go " للإشارة إلى أنها تذهب (she goes) . من ناحية أخرى، (I goes) أو (you goes) ليست صحيحة نحوياً في اللغة الإنجليزية القياسية. (قد تختلف الأمور في بعض اللهجات الإنجليزية التي تفتقر إلى الاتفاق.) لا تحتوي بعض الأفعال الإنجليزية على صيغ خاصة تشير إلى التوافق القواعدي بين الفاعل والفعل (ربما may ، you may، she may)، والفعل to be له صيغة إضافية am لا يمكن استخدامها إلا مع الضمير (I) بصفته الفاعل.
الأفعال في اللغة الفرنسية تُظهر مورفولوجيا توافق أكثر فاعلية من الأفعال الإنجليزية: je suis (I am)، tu es ("you are"، صيغة المفرد غير الرسمية)، elle est (she is)، nous sommes (we are)، vous êtes («أنت»، الجمع)، لا (هم). قديماً، كان للغة الإنجليزية نموذجا لفظيا مماثلاً. يستخدم شكسبير بعض أشكال الأفعال القديمة باعتبارها متغيرات أكثر رسمية (أفعل I do ، أنت تفعل thou do ، هي تستخدم she doth في العادة من قبل النبلاء) للأشكال الحديثة.
يمكن لبعض اللغات ذات التوافق بين الفاعل والفعل قواعدياً أن تترك موضوعات معينة ضمنية عندما يتم تحديد كل الفاعل عن طريق صيغة الفعل. في اللغة الإسبانية، على سبيل المثال، لا يشترط أن تكون ضمائر الفاعل واضحة بشكل صريح، ولكن في الفرنسية، يجب ان تكون واضحة، وايضاً تكون إلزامية. المكافئ الأسباني للكلمة الفرنسية je suis (أنا) يمكن أن يكون ببساطة soy (حرف "am"). يستخدم الضمير yo (I) في الصيغة المبينة yo soy فقط للتأكيد أو لإزالة الغموض في النصوص المعقدة.
تمتلك بعض اللغات نظام توافق أكثر ثراءً حيث يكون هناك اتفاق بين الأفعال أيضًا مع بعض أو كل مفعول به للفعل. يُظهر Ubykh اتفاقًا شفهيًا للفاعل، المفعول به المباشر، المفعول به غير المباشر، المفعول لاجله والمفعول به في محل جر (a.w3.s.xe.n.t'u.n ، لقد أعطيته إياه من أجلي).
تظهر اللغة الباسكية اتفاقًا ليس فقط للفاعل، والمفعول به المباشر، المفعول به غير المباشر، ولكن أيضًا يمكنها إظهار اتفاق للمستمع باعتباره الشخص المطلوب: autoa ekarri digute تعني «أحضروا لنا السيارة» (اتفاق محايد للمستمع)، لكن autoa ekarri ziguten تعني «أحضروا لنا السيارة» (اتفاق المستمع الأنثوي المفرد).
تسهل اللغات التي تحتوي على توافق مجموعة من التشكيلات الغنية لترتيب الكلمات بحُرية دون أن تؤدي إلى زيادة الغموض. ترتيب الكلمات المتعارف عليه في لغة الباسك هو فاعل - مفعول - فعل، ولكن يُسمح بجميع تبديلات الفاعل، والفعل، والموضوع.

### التوافق غير القواعدي بالنسبة للشخص
في بعض اللغات،  الصفات المتوقعة والأفعال الرابطة /copula تتلقى شكلاً من أشكال التوافق بين الفاعل والفعل الذي يختلف عن ذلك المستخدم في الأفعال التنبؤية العادية. على الرغم من أن هذا الشكل من أشكال التصريف الذي يشير إلى ذلك الشخص الذي يمثل الفاعل، إلا أنه ليس الا توافقاً «لفظيًا» لأنه مشتق دائمًا من الضمائر التي أصبحت clitic للأسماء التي يشيرون إليها. يمكن اعطاء مثال على اتفاق الشخص غير اللفظي، جنبًا إلى جنب مع الاقتران اللفظي المتباين، من Beja  (ألقاب اتفاق الشخص بالخط العريض):
- wun.tu. wi ، «أنت (أنثى) كبيرة»
- hadá.b. وا ، «أنت (رجل) شيخ»
- e .n.fór ، «هو يهرب»

يمكن العثور على مثال آخر من Ket : 
- فيمبا. دي ، «أنا تونغوس»
- د. فين ، «أنا أقف»

في اللغة التركية، وعدد قليل من لغات السكان الأصليين الأورالية والأسترالية، تأخذ الصفات المتوقعة والافعال الرابطة الألقاب المتطابقة مع تلك المستخدمة في الأفعال التنبؤية، لكنها تختلف في طريقة نفيها. على سبيل المثال، باللغة التركية:
- koş.u.yor. الشمس «أنت تركض»
- çavuş. شمس «أنت رقيب»

تحت النفي، يصبح ذلك (اللواحق السلبية بالخط العريض):
- كوش. mu .yor.sun «أنت لا تعمل»
- çavuş değil .sin «أنت لست رقيب»

و نيجة لذلك، تُعتبر affixes الخاصة لتوافق الشخص المستخدمة مع الصفات المتوقعة والسميات في اللغات التركية غير لفظية في طبيعتها. في بعض التحليلات، يُنظر إليهم على أنهم شكل من أشكال الاستيلاء اللفظي من خلال إستراتيجية جماعية.

## العوامل التي تؤثر على التصريف
تؤثر هذه الفئات النحوية الشائعة على كيفية تصريف الأفعال:
- أشكال الفعل المحدود:
  - شخص نحوي
  - رقم نحوي
  - الجنس النحوي
  - الزمن النحوي
  - الجانب النحوي
  - المزاج النحوي
  - صوت نحوي
- صيغ الفعل غير المحدودة.

و هنا بعض العوامل الأخرى التي قد تؤثر على التصريف:
- درجة الرسمية (انظر تمييز T-V ، الكلام الفخري في اللغة اليابانية، مستويات الكلام الكورية)
- Clusivity (الضمائر الشخصية)
- عبورية
- تكافؤ

## أمثلة
في العادة، تقوم اللغات الهندو أوروبية بتصريف الأفعال للكثير من الفئات النحوية في نماذج معقدة، على الرغم من أن البعض منها، كلغة الإنجليزية، قامت بتبسيط تصريف الأفعال إلى حد كبير. يوجد في الاسفل تصريف الفعل to be في زمن المضارع (للمصدر، إن وجد، indicative mood)، باللغات الإنجليزية والألمانية واليديشية والهولندية والأفريكانية والأيسلندية والفاروية والسويدية والنرويجية واللاتفية والبلغارية، الصربية الكرواتية والبولندية والسلوفينية والمقدونية والأردية والهندية والفارسية واللاتينية والفرنسية والإيطالية والإسبانية والبرتغالية والروسية والألبانية والأرمنية والأيرلندية والأوكرانية واليونانية القديمة واليونانية الحديثة. عادة ما يكون هذا هو الفعل الغير منتظم الأكثر شهرة. يمكن ملاحظة أوجه التشابه في أشكال الفعل المتشابهة. قد يتم إهمال بعض هذه التصاريف ، مثل صيغة الإنجليزية thou-form ، أو لها معاني إضافية، مثل صيغة الإنجليزية you يمكن أن تشير أيضًا إلى ضمير المخاطب المفرد أو تكون غير شخصية.
1 قديم، شعري؛ تستخدم فقط مع الضمير «أنت».
2 باللهجات الفلمنكية.
3 في معيار مكتوب bokmål .
4 في معيار مكتوب نينورسك. vera و vere كلاهما شكلين بديلين.
5 العلية.
6 "eínai" تستخدم فقط كاسم («الوجود، الوجود»).
7 نقط: qen .
8 في لهجتي Tosk و Geg ، على التوالي.
9 الوجودي: لهست معنى آخر. يعتبر استخدام (æ) عامية، الآن. انظر، الكوبولا الهندو أوروبية
10 مع المفرد ضمير الشخص الثالث.
11 تصريف الأفعال البنغالية بشكل أكبر وفقًا للإجراءات الشكلية. هناك ثلاثة أشكال فعل لضمائر الشخص الثاني: হও (hôo ، مألوف)، হোস (hoś ، مألوف جدًا) و হন (hôn ، مهذب). يوجد أيضًا شكلين لضمائر الشخص الثالث: হয় (مرحبًا، مألوف) و হন (hôn ، مهذب). صيغ الفعل الجمع هي نفسها صيغة المفرد.
12 بلنسية.
13 أصناف غربية فقط.

## أقسام التصريف

### لغات Pama-Nyungan
إحدى الصفات المشتركة للغات Pama-Nyungan ، وهي أكبر عائلة من لغات السكان الأصليين الأستراليين، هي فكرة أقسام التصريف، وهي مجموعة من المجموعات التي يقع فيها كل فعل معجمي. يقومون بتحديد كيفية تصريف الفعل من أجل Tense – side-mood . يمكن للفئات أن تتوافق بشكل عام مع الافعال الازمة أو المتعدية أو تكافؤ الفعل المعني. بشكل عام، قسمت التصاريف إلى ستة أقسام في لغة Pama-Nyungan ، هناك قسمان مفتوحان مع عضوية واسعة النطاق ويسمحان بعملات معدنية جديدة، والباقي مغلق وعضوية محدودة.

#### لغة Wati
في لغات Wati ، تقسم الأفعال بشكل عام إلى أربع أقسام:
- الطبقة ل
- ∅ فئة
- فئة ن
- فئة ng [8]

يتم تمييز هذه الافعال بواسطة العناصر المورفولوجية الأكثر استخداماً لنهايات الفعل في كل فئة على حدة في أشكال infinitival. في لغة وانمان، تتوافق هذه الأفعال مع أفعال la و ya و rra و wa على التوالي.
| الصنف | الماضي    | المضارع     | المستقبل  | الفعل اللازم | الماضي المستمر   | المعتاد  |
| ----- | --------- | ----------- | --------- | ------------ | ---------------- | -------- |
| LA    | -رنا      | -npa / -rni | -NKU      | -لا          | -رنينيا          | لا       |
| LA    | واكا رنا  | واكا رني    | واكا- nku | واكا لا      | واكا رنينيا      | واكا لا  |
| LA    | رمح       | يطعن        | سوف رمح   | رمح ذلك!     | تستخدم في الرمح  | الرماح   |
| YA    | -نيا      | -ماني       | -ku       | -∅ / -يا     | -منيا            | -∅ / -يا |
| YA    | واندي نيا | وينتي ماني  | واندي كو  | ويندي-يا     | ويندي المنيا     | ويندي-يا |
| YA    | بقي       | يبقى        | سيبقى     | البقاء!      | اعتاد البقاء     | يبقى     |
| RRA   | -نا       | -npa        | -NKU      | -rra         | -نينيا           | -rra     |
| RRA   | يا نا     | يا نبا      | يا nku    | يا ررا       | يا نينيا         | يا ررا   |
| RRA   | ذهب       | ذاهب        | سنذهب     | اذهب!        | اعتدت على الذهاب | يذهب     |
| WA    | -نيا      | -نغاني      | -ngku     | -وا          | -nganyinya       | -وا      |
| WA    | بي نيا    | بي-نجاني    | بي نجكو   | بي وا        | بي-نجانينيا      | بي وا    |
| WA    | نجاح      | يضرب        | سوف يضرب  | اضربها!      | تستخدم لضرب      | يضرب     |

و أيضًا انظر إلى الجدول المماثل في الاسفل لاقسام الفعل والتصريفات في Pitjantjatjara ، وهي تشبه لغة واتي حيث يتم تقديم فئات الفعل المرتبط أدناه أيضًا من خلال نهاياتها اللفظية المتوقعة -la و -∅ و -ra و -wa على التوالي
| الصنف | الماضي   | المضارع  | المستقبل | الفعل الازم | الماضي المستمر   | المعتاد    |
| ----- | -------- | -------- | -------- | ----------- | ---------------- | ---------- |
| LA    | -نو      | -ني      | -لكو     | -لا         | -نينجي           | -لبى       |
| LA    | كاتي نو  | كاتي ني  | كاتي ليو | كاتي لا     | كاتي نينجي       | كاتي-لباي  |
| LA    | استغرق   | تأخذ     | سوف تأخذ | خذها!       | كانت تستغرق      | يأخذ       |
| ∅     | -نغو     | -ني      | -ku      | -∅          | - إنجي           | -باي       |
| ∅     | تاوا نجو | تاوا نيي | تاوا كو  | تاوا- ∅     | تاوا نجي         | تاوا باي   |
| ∅     | حفر      | يحفر     | سوف يحفر | حفر!        | تستخدم للحفر     | الحفريات   |
| RA    | -نو      | -نانجي   | -نكوكو   | -را         | -نانجي           | -نكوباي    |
| RA    | أ-نو     | أ-نانجي  | أ-نكوكو  | أرا         | أ-نانجي          | a-nkupai   |
| RA    | ذهب      | ذاهب     | سنذهب    | اذهب!       | اعتدت على الذهاب | يذهب       |
| WA    | -نغو     | -نغاني   | -نجوكو   | -وا         | -ngangi          | -ngkupai   |
| WA    | بو نجو   | بو نجاني | بو نجوكو | بو وا       | بو نجانجي        | بو نجكوباي |
| WA    | نجاح     | يضرب     | سوف يضرب | اضربها!     | تستخدم لضرب      | يضرب       |

#### لغة Ngayarta
Ngarla ، أحد أفراد عائلة Ngayarda الفرعية للغات، يمتلك نظام تصريف أفعال ثنائي يسمى:
- الطبقة ل
- ∅ فئة

في حالة Ngarla ، هناك علاقة قوية ملحوظة بين كل من التصريف والافعال الازمة / المتعدية، حيث تقع الأفعال المتعدية / المتعدية لمفعولين في (الفئة l)والأفعال اللا نهائية / شبه متعدية في (الفئة ∅-) .
| الصنف | المضارع   | الماضي البعيد           | ماضي      | الماضي المستمر | المعتاد     | مستقبل   | تخميني       | هادف         | دال على التمني | المضارع الحالي | كونترافاكتوال الماضي | توقعي          |
| ----- | --------- | ----------------------- | --------- | -------------- | ----------- | -------- | ------------ | ------------ | -------------- | -------------- | -------------------- | -------------- |
| L     | -rri      | -رنتا                   | -rnu      | -ينيو          | -يرنتا      | -ن       | -mpi         | -lu          | -نمرة          | -ريما          | -نمارنتا             | -رنامارتا      |
| L     | جا رري    | جا رنتا                 | جا رنو    | جا يينيو       | جا ييرنتا   | جا ن     | jaa-mpi      | جا لو        | جا نمارا       | جا-ريما        | جا- nmarnta          | جا رنمارتا     |
| L     | يقطع      | مفرومة (منذ فترة طويلة) | مقطع      | تستخدم للفرم   | القطع       | سوف يقطع | يمكن أن يقطع | من أجل الفرم | يجب أن يقطع    | كانت x تقطيع   | كان x المفروم        | يجب أن x فرم   |
| ∅     | -يان      | -رنتا                   | -نيو      | -يانو          | -يانتا      | -ط       | -mpi         | -كورا        | -مارا          | -يانما         | -مارنتا              | -نيامارتا      |
| ∅     | وارني يان | وارني رنتا              | وارني نيو | وارني يانو     | وارني يانتا | warni-Ø  | وارني- rnpi  | وارني كورا   | وارني مارا     | وارني يانما    | وارني مارنتا         | وارني نيامارتا |
| ∅     | يسقط      | سقطت (منذ فترة طويلة)   | سقط       | اعتاد السقوط   | السقوط      | سيسقط    | يمكن أن يسقط | لكي تسقط     | يجب أن تقع     | كانت x تقع     | سقطت س               | يجب أن تقع س   |

تشمل هذه الاقسام أيضا كيفية تسمية الأفعال كأدوات مع فعل الفئة l بما في ذلك إضافة / l / قبل suffix والفئة الفارغة المتبقية فارغة:
مثال من الفئة L:قالب:Interlinearمثال فئة ∅قالب:Interlinear

#### لغة Yidiny
لدى Yidiny نظام لفصل الفعل الثلاثي مع قسميين اثنين مفتوحتين وآخر مغلق (حوالي 20 عضوًا). تصنف الأفعال على النحو التالي:
- فئة -n (مفتوحة، لازمة / شبه متعدية)
- فئة -l (مفتوحة، متعدية / متعدية لمفعولين)
- -r class (مغلق، لازم)

| الصنف | صيغة الامر | المضارع/ المستقبل      | الماضي      | الهدف           | متخوف          |
| ----- | ---------- | ---------------------- | ----------- | --------------- | -------------- |
| N     | -ن         | -ng                    | -نيو        | -نا             | -ntyi          |
| N     | نينا ن     | nyina- نج              | نينا نيو    | نينا نا         | nyina-ntyi     |
| N     | يجلس!      | يجلس / سوف يجلس        | قعد         | من أجل الجلوس   | لئلا x الجلوس  |
| L     | -∅         | -ل                     | -lnyu       | -لنا            | -لتي           |
| L     | باتيا- ∅   | باتيا- ل               | باتيا- lnyu | باتيا- lna      | باتيا- ltyi    |
| L     | عضه!       | يعض / يعض              | قليل        | من أجل لدغة     | لئلا x لدغة    |
| R     | -rr        | -r                     | -rnyu       | -رنا            | -rtyi          |
| R     | باكيا- rr  | باكيا ص                | باكيا رنيو  | -باكيا- رنا     | باكيا-رتي      |
| R     | يشعر قرحة! | يشعر / سوف يشعر بالألم | شعرت بالألم | لكي تشعر بالألم | لئلا تشعر بألم |

### علم التصريف حسب اللغة
- التصنيف: التصريف النحوي
- كوبولا الهندو أوروبية
- الأرشيف: مُصرف الأفعال الإيطالي، للأفعال المنتظمة والافعال غير المنتظمة